# Ryan Ramczyk
Ryan Mack Ramczyk (nacido el 22 de abril de 1994) es un jugador profesional estadounidense de fútbol americano que juega en la posición de offensive tackle y actualmente milita en los New Orleans Saints de la National Football League (NFL).

## Biografía
Ramczyk asistió a la preparatoria Stevens Point Area Senior High School en Stevens Point, Wisconsin, donde practicó fútbol americano. Al finalizar la preparatoria, no fue evaluado por Rivals.com por su bajo perfil en la posición de offensive tackle y se comprometió con la Universidad Estadal de Winona.
Posteriormente, Ramczyk asistió a cuatro escuelas diferentes antes de trasladarse a la Universidad de Wisconsin-Madison en 2014, donde fue nombrado al equipo All-American y al primer equipo All-Big Ten con los Wisconsin Badgers en la temporada 2016.

## Carrera

### New Orleans Saints
Ramczyk fue seleccionado por los New Orleans Saints en la primera ronda (puesto 32) del Draft de la NFL de 2017, y firmó un contrato de cuatro años por $8.89 millones y un bono por firmar de $4.60 millones. Como novato, inició los cuatro primeros juegos del equipo como tackle izquierdo en lugar del lesionado Terron Armstead, y posteriormente inició los 12 juegos restantes de la temporada como tackle derecho en lugar del también lesionado Zach Strief.
En 2018, fue titular en 15 juegos y fue nombrado al segundo equipo All-Pro, estableciéndose como uno de los mejores tackles derechos de la liga, mientras que en 2019 inició los 16 juegos de la temporada y fue nombrado al primer equipo All-Pro, además de ser considerado el mejor tackle ofensivo de la liga por Pro Football Focus.
En 2020, los Saints ejercieron la opción de quinto año de Ramczyk. Inició los 16 juegos de la temporada y nuevamente fue nombrado al segundo equipo All-Pro, junto a sus compañeros Demario Davis y Alvin Kamara.
El 30 de junio de 2021, Ramczyk firmó una extensión de contrato por cinco años y $96 millones con los Saints, por un valor de $60 millones en garantías. Sin embargo, jugó en solo 10 juegos durante la temporada 2021 debido a una lesión en la rodilla.
En 2022, Ramczyk jugó como titular 16 juegos, permitiendo solo tres capturas y 20 presiones totales a su mariscal de campo, mientras que en 2023 solo jugó 12 encuentros debido a una lesión en la rodilla que lo llevó a la lista de reservas lesionados cerca del final de la temporada.